# SMS S 59
SMS S 59 – niemiecki niszczyciel z okresu I wojny światowej, jedenasta jednostka typu S 49. Okręt wyposażony był w trzy kotły parowe opalane ropą, a zapas paliwa wynosił 305 ton. Zatonął na minie w Zatoce Fińskiej 11 listopada 1916 roku.
Wchodził w skład X Flotylli. Zatonął na rosyjskiej zagrodzie minowej w Zatoce Fińskiej 11 listopada 1916 roku o 5.48, na pozycji 59°21′N 22°45′E/59,350000 22,750000, bez ofiar śmiertelnych. Na tej samej zagrodzie w nocy 10/11 listopada zatonęło sześć innych niszczycieli flotylli (S 57, S 58, V 72, V 75, V 76, G 90).